# Bodotria minuta
Bodotria minuta is een zeekommasoort uit de familie van de Bodotriidae. De wetenschappelijke naam van de soort is voor het eerst geldig gepubliceerd in 1961 door Kurian.